# Akademia Francuska
Akademia Francuska (fr. Académie française) – towarzystwo naukowe założone w 1635 roku w Paryżu. Pierwsza tego typu instytucja w nowożytnej Europie, później przekształcona w instytucję państwową.
Najstarsza z pięciu akademii zgrupowanych w Instytucie Francuskim (fr. Institut de France).
Akademia Francuska została powołana za panowania króla Ludwika XIII przez kardynała Richelieu. Członków Akademii jest zawsze 40, kadencje są dożywotnie. Po śmierci jednego z akademików zostaje zwolniony „fotel”, a wtedy nowego członka wybierają pozostali. Do tej pory najmniej członków zajmowało fotel 26 (trzynastu), najczęściej zaś zmieniali się zasiadający na fotelu nr 4 (dwudziestu czterech).

## Zadania Akademii Francuskiej
Akademia Francuska odgrywa podwójną rolę:

### Regulacja języka francuskiego
Jest to pierwotna misja, powierzona jej statutowo w chwili powołania Akademii. W przeszłości w celu wypełnienia tej misji Akademia pracowała nad zachowaniem niezmienionego kształtu języka, tak aby stał się on wspólnym dziedzictwem Francuzów i wszystkich tych, którzy używają języka francuskiego.
Obecnie Akademia działa w celu utrzymania wysokiego poziomu języka używanego powszechnie, podejmuje się także śledzenia jego koniecznej ewolucji. Ustala normy języka francuskiego, czego owocem jest publikacja Dictionnaire de l'Académie française (Słownik Akademii Francuskiej), w której publikuje się normy i zalecenia w zakresie używania języka. Ponadto członkowie Akademii biorą udział w licznych komisjach pracujących nad opracowywaniem terminologii specjalistycznej.

### Mecenat
Druga misja – mecenat – nieprzewidziana początkowo, stała się możliwa dzięki dotacjom i zapisom testamentowym na rzecz Akademii. Akademia przyznaje każdego roku około 60 nagród literackich.
Szczególną rangę ma grand prix de la Francophonie (wielka nagroda w dziedzinie języka francuskiego), przyznawana corocznie od 1986. Jest ona wyrazem stałej dbałości Akademii o to, by język francuski odgrywał rolę kulturotwórczą w skali świata.
Akademia przyznaje subwencje stowarzyszeniom literackim i naukowym, organizacjom charytatywnym oraz środki celowe: na pomoc rodzinom wielodzietnym, wdowom, osobom pokrzywdzonym, lub takim które wyróżniły się poświęceniem jakiejś sprawie lub osobie. Istnieją także stypendia Akademii (noszą nazwy: Zellidja, Neveux, Corblin, Damade).

## Historia Akademii
Académie française, czyli Akademię Francuską, założył w 1635 roku kardynał Richelieu.
Statut i regulamin zaproponowane przez kardynała (wraz z licencją podpisaną przez króla Ludwika XIII i zarejestrowaną przez sąd, zwany parlamentem, w 1637) przyznawały charakter oficjalny stowarzyszeniu literatów, którzy już wcześniej spotykali się w sposób nieformalny.
Pierwotna misja stanowiła, że celem Akademii jest ustalenie trwałych zasad języka francuskiego oraz uczynienie go czystym i zrozumiałym dla wszystkich. W tym duchu miała działać ta nowa instytucja, a zacząć od stworzenia słownika.
Pierwsze wydanie słownika ukazało się w 1694, następne w latach: 1718, 1740, 1762, 1798, 1835, 1878, 1932–1935, 1992. Dziewiąte wydanie jest w trakcie publikowania.
Początkowo Akademia odbywała posiedzenia u poszczególnych jej członków, później u kanclerza Séguiera, od 1672 w Luwrze i w końcu w budynku zbudowanym naprzeciw Luwru – Collège des Quatre-Nations (Kolegium Czterech Narodów) – do którego w 1805 wprowadził się Instytut Francuski.
W ciągu trzech i pół wieku swego istnienia Akademia umiała utrzymać swoje instytucje, które funkcjonowały regularnie, z wyjątkiem lat 1793–1803.
Tradycja otaczania Akademii szczególną troską przez najwyższe władze Francji została zapoczątkowana już przez jej fundatorów i trwa do dziś.

## „Nieśmiertelni”
Od początku swego istnienia członkami Akademii Francuskiej zostało ponad 700 osób, jednocześnie funkcję pełni 40 członków. Akademicy są jedynymi osobami władnymi wybrać nowego członka Akademii, po zwolnieniu jednego z miejsc wskutek śmierci któregoś z nich.
W Akademii zasiadają poeci, powieściopisarze, ludzie teatru, filozofowie, lekarze, naukowcy, etnolodzy, krytycy sztuki, wojskowi, przedstawiciele Kościoła – tacy, którzy przysłużyli się szczególnie propagowaniu pięknej francuszczyzny.
Tytuł „Nieśmiertelnych” zawdzięczają akademicy nadanej przez kardynała Richelieu dewizie figurującej na ich pieczęci: „Dla nieśmiertelności” (À l’immortalité).
Członkowie Akademii Francuskiej często są proszeni o wydanie światłej oceny prawidłowego użycia słów, tym samym o sprecyzowanie ich zakresu pojęciowego i niesionych przez nie wartości. Autorytet w dziedzinie semantyki przekłada się na autorytet moralny, ma wpływ na kulturę, obyczajowość i tradycje.
Słynny „zielony strój” akademików używany w czasie uroczystych posiedzeń został stworzony w czasach Konsulatu. Wybór do Akademii jest często uważany za najwyższą godność, jaką można uzyskać w społeczeństwie francuskim.
W dziejach Akademii zdarzały się rzadkie przypadki wykluczeń z jej grona z powodu uchybienia honorowi. Szczególnie drastyczne przypadki miały miejsce po II wojnie światowej z powodu kolaboracji z wrogiem: Charles Maurras, Abel Bonnard, Abel Hermand i najsłynniejszej, dotyczącej marszałka Philippe'a Pétaina.

## Obecni członkowie Akademii Francuskiej
1. Claude Dagens, wybrany w 2008
2. Dany Laferrière, wybrany w 2013
3. wakat (Jean-Denis Bredin, wybrany w 1989, zmarł we wrześniu 2021)
4. Jean-Luc Marion, wybrany w 2008
5. Andreï Makine, wybrany w 2016
6. Christian Jambet, wybrany w 2024
7. Jules Hoffmann, wybrany w 2012
8. Daniel Rondeau, wybrany w 2019
9. Patrick Grainville, wybrany w 2018
10. wakat (Florence Delay, wybrana w 2000, zmarła w lipcu 2025)
11. wakat (Gabriel de Broglie, wybrany w 2001, zmarł w styczniu 2025)
12. Chantal Thomas, wybrana w 2021
13. Maurizio Serra, wybrany w 2020
14. wakat (Hélène Carrère d'Encausse, wybrana w 1990, zmarła w sierpniu 2023)
15. Frédéric Vitoux, wybrany w 2001
16. Raphaël Gaillard, wybrany w 2024
17. Érik Orsenna, wybrany w 1998
18. wakat (Mario Vargas Llosa, wybrany w 2021, zmarł w kwietniu 2025)
19. Sylviane Agacinski, wybrana w 2023
20. wakat (Angelo Rinaldi, wybrany w 2001, zmarł w maju 2025)
21. Alain Finkielkraut, wybrany w 2014
22. Alain Aspect, wybrany w 2025
23. Pierre Rosenberg, wybrany w 1995
24. François Sureau, wybrany w 2020
25. Dominique Fernandez, wybrany w 2007
26. Jean-Marie Rouart, wybrany w 1997
27. wakat (Pierre Nora, wybrany w 2001, zmarł w czerwcu 2025)
28. Jean-Christophe Rufin, wybrany w 2008
29. Amin Maalouf, wybrany w 2011
30. Danièle Sallenave, wybrana w 2011
31. Michael Edwards, wybrany w 2013
32. Pascal Ory, wybrany w 2021
33. Dominique Bona, wybrana w 2013
34. François Cheng, wybrany w 2002
35. Antoine Compagnon, wybrany w 2022
36. Barbara Cassin, wybrana w 2018
37. Michel Zink, wybrany w 2017
38. Marc Lambron, wybrany w 2014
39. Jean Clair, wybrany w 2008
40. Xavier Darcos, wybrany w 2013

## „41. fotel”
Wielu pisarzy, często sławnych, z różnych przyczyn nigdy nie przekroczyło szacownych wrót Akademii. Działo się tak bądź dlatego, że nigdy nie kandydowali, bądź ich kandydatury były odrzucone, lub też zmarli przedwcześnie. Termin „41. fotel” został stworzony w 1885 przez pisarza Arsène’a Houssaye’a dla wskazania takich właśnie autorów (np. Jules Verne).